# Urban Gwerder

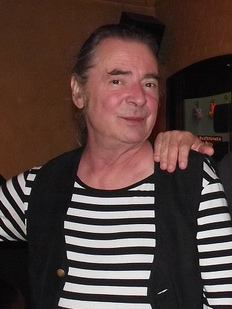
Urban Gwerder

Urban Gwerder (* 5. September 1944 in Basel; † 4. Juli 2017) war ein Schweizer Schriftsteller, Künstler und Herausgeber.

## Leben und Wirken
In der europäischen Alternativbewegung war Gwerder Ende der 1960er- bis Mitte der 1970er-Jahre eine subkulturelle Bekanntheit geworden durch die Herausgabe der Zeitschrift Hotcha!, sein umfangreiches Frank-Zappa-Archiv, seine zahlreichen Veröffentlichungen und Auftritte. Zwischen 1966 und 1976 war er „Hofarchivar“ und zeitweise Tourbegleiter von Frank Zappa (Hot Raz Times, Alla Zappa, Zark–Expo), vorwiegend von Zürich aus aktiv. Mit dem Künstler HR Giger veranstaltete er 1967 die Poetenz–Show, eine Poetry–Performance, mit der er in der Schweiz und in Deutschland auf Tournee war mit Rockmusik, Gedichten, Filmen und Gesprächen mit dem Publikum. 1969 wurde Gwerder von der „Kritischen Untergrundschule Schweiz“ (KUSS) zum Ehrendoktor Dr. h.c. KUSS ernannt. Der Autor Walter Hollstein äusserte sich kritisch über die Schweizer Gegenkultur jener Epoche mit den Worten: „Statt früher Kultur konsumieren die Anhänger des schweizerischen Underground nun eben Gegenkultur Hotcha, Pop–Kellern und K.U.S.S.“
In dieser Zeit war Gwerder auch tätig als Publizist, Herausgeber, Performer und Lyriker. Mit Fredi M. Murer drehte er 1966 den Experimentalfilm Chicorée und hielt Lesungen im Arts Lab London, im Paradiso Amsterdam und in der Volksuniversität Zürich. Zwischen 1978 und 1992 lebte er nach eigener Aussage als Tierheilkundiger, Alpenhirt und Bergbauer in Graubünden, seit 1993 wieder in Zürich.
Die von Gwerder herausgegebene Untergrundzeitschrift Hotcha!, eine „Sippenzeitschrift“ der Gegenkultur (Untertitel: Ein Organ – Fun Embryo Informationen), erschien von 1968 bis 1971 mit 62 Ausgaben in deutscher und englischer Sprache. Eine Zeitschrift „der Schweiz mit direktem Draht nach Kalifornien“. Mit der Herausgabe 1968 wurde die europäische Alternativpresse einem grösseren Publikum bekannt, Gwerder leistete „Pionierarbeit“. Hotcha! war die erste europäische Zeitschrift, die sich dem US-amerikanischen Underground Press Syndicate (UPS) anschloss. UPS war eine Medienorganisation von internationalen Untergrund- und Alternativzeitschriften, 1966 von John Wilcock und Walter Bowart gegründet. Die angeschlossenen Publikationen konnten im freien Austausch Artikel übernehmen und veröffentlichen. Hotcha! publizierte internationale Erstveröffentlichungen und exklusive Beiträge von unter anderem Julian Beck, Robert Crumb, Henryk M. Broder, Nicolas Devil, Sergius Golowin, James Koller, Tuli Kupferberg, Gilbert Shelton, Ed Sanders, Olaf Stoop, Frank Zappa, Gary Snyder.
Ein Musikmagazin mit dem Titel Hot Raz Times erschien in einmaliger Ausgabe (1973) aus dem Archiv von Gwerder über Frank Zappa, Untertitel anarch–individueller zap’paphysischer Almanach, in elf limitierten Lieferungen mit verschiedenen Beilagen. Des Weiteren gab Gwerder Alla Zappa heraus und veröffentlichte die Zark–Expo.
Im März 1973 publizierte er den „ewigen Kalender“ mit dem Titel Zalender, der eine eigene Zeitrechnung mit „eigenen Festtagen“ darstellte. Die Zalender–Zeitrechnung startete am 1. April 1973. Ein Almanach zum Teil basierend auf den Werken von F. Zappa, gewidmet dem „kosmischen Gelächter“ sowie Informationen über einige von Gwerders Veröffentlichungen und seltenen Dokumenten aus seinem Zappa–Archiv. Der Kalender sollte nicht als Nachfolger der Zeitschrift Hotcha! angesehen werden, betonte Gwerder.
Vom 13. bis 15. Januar 2006 fand in Basel ein Internationales Symposium zum 100. Geburtstag des Entdeckers von LSD, Albert Hofmann statt. Referenten waren unter anderem Günter Amendt, Werner Pieper, Albert Hofmann, Bernd Brummbär, Simon Vinkenoog, Sergius Golowin und Urban Gwerder.
Sein Vater war der Lyriker Alexander Xaver Gwerder.

## Werke (Auswahl)
- Oase der Bitternis. Gedichte. Arche Verlag, Zürich 1962.
- La Loi du Comte Merdreff. Pataphysisches poetisches Flugblatt. Hürlimann, Zürich 1965.
- AnarCHIE du Manifeste. Aristokratisch-gigantische Wertschrift. Hürlimann, Zürich 1966.
- Tilt. Gedichte, Songs und Collagen. Walter Zürcher, Bern 1967.
- Frank Zappa et les Mothers of Invention (mit Alain Dister). Albin Michel, Paris 1975, ISBN 2-226-00196-4.
- Alla Zappa. Festschrift. Painting Box Press, Zürich 1976.
- Im Zeichen des magischen Affen. WOA, Zürich 1998, ISBN 3-9512180-2-9.
- Various Artists: Creative Outlaws. US Underground 1962–1970 (mit Tom Klatt). CD mit Booklet. Trikont, München 2006.